# Mascha Santschi Kallay
Mascha Mila Santschi Kallay (geboren 20. September 1980 als Mascha Mila Santschi in Bern) ist eine Schweizer Juristin und Rechtsanwältin. Sie ist Präsidentin der Unabhängigen Beschwerdeinstanz für Radio und Fernsehen.

## Leben
Mascha Santschi Kallay studierte Recht an der Universität Bern, erwarb das Anwaltspatent des Kantons Luzern und promovierte 2018 zum Thema «Externe Kommunikation der Gerichte» an der Universität Zürich («magna cum laude»). Nach mehreren Jahren als Gerichtsschreiberin am Obergericht des Kantons Luzern übernahm sie die neu geschaffene Stelle als Informationsbeauftragte für das kantonale Gerichtswesen und war in dieser Position bis 2014 für die interne und externe Kommunikation der Luzerner Gerichte, Schlichtungsbehörden, Grundbuchämter und Konkursämter verantwortlich.
Seit 2015 ist sie zusammen mit Markus Felber Mitinhaberin der Santschi & Felber JustizKommunikation GmbH. Das Duo ist tätig im Schnittbereich von Recht und Kommunikation sowie strategischer Rechtskommunikation. Santschi Kallay ist seit 2018 Konsulentin der Anwaltskanzlei epartners. Neben der juristischen Ausbildung arbeitete sie zwischen 2000 und 2009 für verschiedene nationale und regionale Print- und elektronische Medien, unter anderem während acht Jahren als Redaktorin und Moderatorin für Radio BeO in Interlaken/Thun. Seit 2016 ist sie Verwaltungsrätin des KKL Luzern.
Im November 2018 hat sie der Bundesrat in der Nachfolge von Vincent Augustin zur Präsidentin der Unabhängigen Beschwerdeinstanz für Radio und Fernsehen (UBI) auf den 1. Januar 2019 gewählt. Sie gehört der UBI seit 2016 als Mitglied an.

## Privates
Im Jahr 2000 wurde Mascha Santschi Zweite bei der Wahl zur Miss Schweiz und gewann die Miss Bern-Wahl. Sie ist seit 2010 mit dem Manager Daniel Kallay verheiratet und hat zwei Töchter. In ihrer Wohngemeinde Meggen LU war sie einige Jahre in der Parteileitung der CVP.

## Werke
- Externe Kommunikation der Gerichte. Rechtliche und praktische Aspekte der aktiven und reaktiven Medienarbeit der Judikative. Stämpfli Verlag, Bern 2018, ISBN 978-3-7272-1581-0. (Zugl. Diss. Univ. Zürich, 2018).
- mit Catherine Müller, Edy Salmina, Yaniv Benhamou, Pierre Rieder, Ilaria Tassini Jung: 40 Jahre UBI = 40 ans AIEP = 40 anni AIRR. Beiträge zum 40-Jahr-Jubiläum der UBI. Unabhängige Beschwerdeinstanz für Radio und Fernsehen UBI, Bern [2024].